# Nigerianisches Pidgin

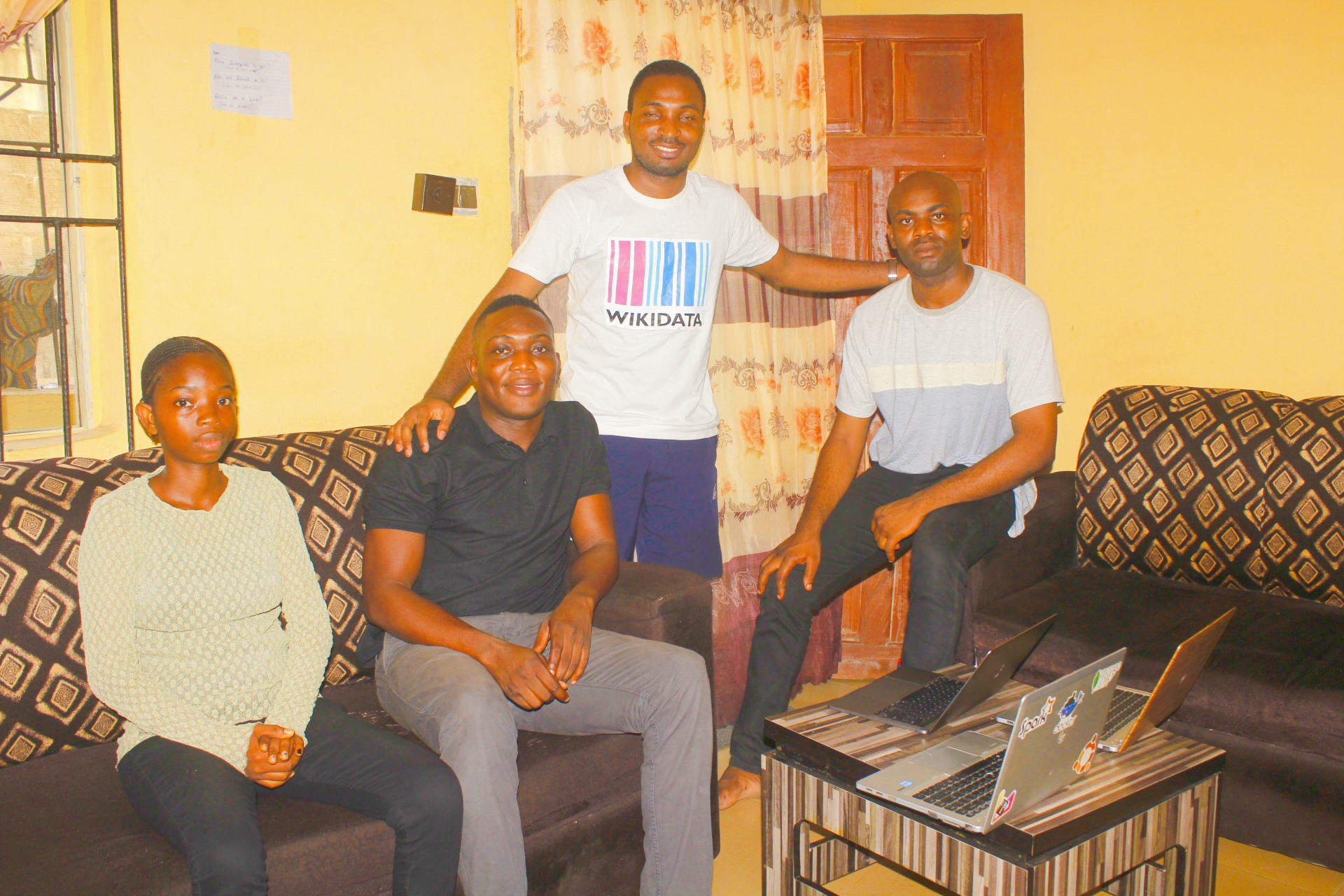
Treffen von nigerianischem Pidgin sprechenden Personen (2021)

Nigerianisches Pidgin oder Broken (von englisch Broken English) ist eine in Nigeria gesprochene, überwiegend auf dem Englischen basierende Pidgin- und Kreolsprache sowie Lingua franca. Es wurde zunächst im 17. und 18. Jahrhundert von britischen Kolonisatoren und afrikanischen Sklavenhändlern für den atlantischen Sklavenhandel verwendet und genießt mittlerweile zunehmende Beliebtheit sowie ersetzt für viele Nigerianer die Muttersprache.
Pidgin entwickelte sich in Nigeria zunächst im Nigerdelta. Die Region sowie das ganze Land hatten schon lange vor der Ankunft europäischer Händler eine multilinguale Tradition, da Handel, Reisen, Heiraten zwischen Angehörigen verschiedener Stämme und gemeinsames Stadtleben zu einem engen Netzwerk unterschiedlicher Sprachgemeinschaften geführt hatten.
Auf welche Weise genau das Nigerianische Pidgin entstand, ist nicht völlig geklärt. Möglich ist die Existenz pidginisierter Varianten nigerianischer Sprachen bereits zu einem sehr frühen Zeitpunkt. Dabei ist die Entstehung des Nigerianischen Pidgin aus einer dieser pidginisierten nigerianischen Sprachen wahrscheinlich. Pidgin in Nigeria könnte aber auch parallel zu den indigenen Sprachen wie Igbo existiert haben. Eine weitere Möglichkeit ist der Einfluss von kriosprachigen Missionaren aus Sierra Leone. Das überwiegend englischbasierte Lexikon ist vermutlich auf die Wichtigkeit des Handels mit den Europäern, die kaum geneigt waren, die ortsansässigen Sprachen zu lernen, zurückzuführen, sowie auf die Kolonialherrschaft Englands über Nigeria. Pidgin wurde aber außer bei der Kommunikation mit europäischen Händlern oder mit Missionaren vor allem von Nigerianern untereinander verwendet, weshalb sich die Genese dieser Sprache derzeit nicht vollständig erklären lässt.
Heute ist das Nigerianische Pidgin ein wichtiges Bindeglied zwischen englischbasierten Pidgin- und Kreolsprachen am Atlantischen Ozean. 1996 schätzte man, dass es außer den 40 Millionen Menschen, die die Sprache als Zweitsprache erworben haben, bereits über eine Million Muttersprachler gebe. Ebenfalls von Bedeutung ist, dass die linguistische Situation in Nigeria mit seinen etwa 400 Sprachen äußerst komplex ist. Außer Englisch, das offizielle Landessprache ist, sind Hausa, Igbo und Yoruba wichtige halboffizielle Sprachen und dienen wie Pidgin als Lingua franca. Das Nigerianische Pidgin hat den Vorteil, ethnische Grenzen zu überschreiten und somit die gesamte Bevölkerung des Landes integrieren zu können.
Inzwischen wird Pidgin bei den nigerianischen Studierenden außerhalb Nigerias, vor allem in England, als witzige und vielleicht auch identitätsstiftende Sprache untereinander und für ihre Foren im Internet verwendet. 2017 führte BBC ein pidginsprachiges Programm ein.